# Sianno (Pologne)
Pour l’article homonyme, voir Sianno.
Sianno  [ˈɕannɔ] est un village polonais de la gmina de Brochów dans le powiat de Sochaczew et dans la voïvodie de Mazovie.
Il se situe à environ 4 kilomètres à l'est de Brochów, à 12 kilomètres au nord-est de Sochaczew et à 49 kilomètres à l'ouest de Varsovie.

Le village compte approximativement 81 habitants en 2006.